# Баэса, Клаудио
Клаудио Андрес Баэса Баэса (исп. Claudio Andrés Baeza Baeza; родился 23 декабря 1993 в Лос-Анхелесе) — чилийский футболист, полузащитник мексиканского клуба «Толука» и сборной Чили.

## Биография
Клаудио Баэса начал свою профессиональную карьеру в 2012 году, когда был переведён в основной состав «Коло-Коло». Он дебютировал в чемпионате Чили 12 августа 2012 года матче против «Сантьяго Уондерерс», который завершился со счётом 1:1.
В январе 2013 года Буэса был включен в заявку сборной Чили на молодёжный чемпионат Южной Америки, проходящий в Аргентине.
В сентябре 2015 года привлекался в основную сборную Чили на товарищеский матч против Парагвая. Чилийцы одержали победу со счётом 3:2, но Баэса на поле не появился.